# Freyberg Mountains
Freyberg Mountains är ett berg i Antarktis. Det ligger i Östantarktis. Nya Zeeland gör anspråk på området. Toppen på Freyberg Mountains är 1 812 meter över havet.
Terrängen runt Freyberg Mountains är kuperad åt nordväst, men åt sydost är den platt.  Trakten är obefolkad. Det finns inga samhällen i närheten. 